# Naoya Shibamura
Naoya Shibamura (柴村 直弥 Shibamura Naoya?), född 11 september 1982 i Hiroshima prefektur, är en japansk fotbollsspelare.
Shibamura började sin karriär 2005 i Albirex Niigata Singapore. Efter Albirex Niigata Singapore spelade han för Avispa Fukuoka, Tokushima Vortis, Gainare Tottori, Fujieda MYFC, FK Ventspils, Pachtakor Tasjkent, FK Buchoro, Stomil Olsztyn och Ventforet Kofu.